# Telecentro (Argentina)
Telecentro es  una empresa argentina en el mercado de las telecomunicaciones. Su oferta de servicios incluye la provisión de servicios de televisión por cable, telefonía fija e Internet.
Telecentro S.A. es una empresa de telecomunicaciones desde 1990. Entre sus accionistas se encuentran Sebastián Pierri, Silvina Pierri, Alberto Pierri, Lisandro Pierri y Martín Pierri. Su actual director es el exdiputado Alberto Pierri.
Desde 2003, Telecentro basa su distribución en una red de troncales de fibra óptica y a principios del 2007 la empresa comienza a ofrecer a sus abonados el servicio de televisión digital. Posteriormente, la empresa obtuvo una licencia para la explotación de cable en el partido de La Matanza, la que se prorroga por diez años desde el 3 de junio de 2008. En abril de ese año, Telecentro lanzó el servicio de triple play (televisión paga, Internet y telefonía fija por la misma red, con factura única) para el Área Metropolitana de Buenos Aires bajo la campaña "Todo en uno".
En enero de 2013, Telecentro incorpora la tecnología 3D en sus emisiones para eventos especiales.

## Historia
A través de la resolución del COMFER 562 de 1990, la compañía obtuvo su primera licencia para operar como Compañía de Circuito Cerrado de Televisión Codificada en la localidad de San Justo, cabecera del partido de La Matanza, comenzando sus actividades a partir del año 1991. Siendo originalmente fundada como sociedad anónima por dos socios, Mario José Menéndez y Habib Basbus, En noviembre de 1990 por medio de la resolución 825 /1990 se le concede una ampliación de canales hacia el espectro UHF.
En 1992 por medio de la resolución 773/1992 del COMFER se le otorga a Telecentro una licencia para operar un Circuito Cerrado de Televisión Codificada y una antena comunitaria de televisión en el partido de La Matanza.
En 1998 por medio de la resolución 261/1998 se modifica el paquete accionario rescindiendo los socios originales e ingresando a la sociedad Olga E. Gargiullo con un 80% del paquete y Silvina V. Pierri con un 20%, en la misma resolución se designa como presidente de la sociedad a Olga Gargiullo. En el mismo año por medio de la resolución 350/1998 se le permite extender sus servicios a los partidos de Almirante Brown y Lanús.
En 1999 por medio de la resolución 192/1999 se autoriza a Telecentro a extender sus servicios a los partidos bonaerenses de Quilmes, Florencio Varela, Berazategui, San Miguel, Pilar, San Martín, Ensenada, Partido de Berisso, San Isidro y José C. Paz.
Desde 2003, basa su distribución en una red de troncales de fibra óptica.[cita requerida]
En el año 2005 por medio de las resoluciones 574/2005 y 564/2005 se prorrogan por diez años las licencias para la explotación de sus señales, prórroga que entra en efecto a partir de junio de 2008.
En el año 2006 por medio de las resoluciones 1947/2006, 1111/2006 y 2047/2006 se autoriza a TeleCentro a extender sus servicios a los partidos bonaerenses de Avellaneda, Moreno, Morón, Tres de Febrero, Merlo, Ituzaingó y Hurlingham.
En el mismo año por medio de la resolución 2750/2006 se autoriza el ingreso al paquete accionario al exdiputado Alberto Pierri, y a Lisandro Pierri y Martín Pierri.
A principios del 2007 la empresa comienza a permitir a los abonados acceder al servicio de televisión digital.[cita requerida]
En abril de 2008 lanza el primer servicio de triple play (televisión paga, Internet y telefonía fija por la misma red, con factura única) para el Área Metropolitana de Buenos Aires.
En el mes de junio de 2008 entra en vigencia la prórroga por diez años otorgada por las resoluciones 564/2005 y 574/2005. En el mismo año por medio de las resoluciones 108/2008 y 604/2008 se autoriza a Telecentro el extender sus servicios al partido de Tigre.
En el año 2011,  mediante la resolución 316/2011 firmada por Gabriel Mariotto, resolución que se sustenta en el decreto presidencial 527/05 firmado por Néstor Kirchner; comienza el auge de su expansión sin la tramitación de licencias autónomas y anexándolas a la nombrada resolución. Con ello, sumó servicios en 37 partidos del Gran Buenos Aires y Capital Federal y anexó 43 extensiones de licencias. El último caso fue aprobado porque la ley de medios se encontraba judicialmente suspendida, por tanto, se aplicó la ley de radiodifusión vigente, pudiendo de ese modo alcanzar unas 170 ciudades.
Junto a Cablevisión, Multicanal y TeleRed, son los más grandes operadores de cable de la Argentina.
En enero de 2012, Pierri confirmó el reemplazo de la empresa Cablevisión por Telecentro en las transmisiones de las sesiones y reuniones más importantes del Senado.
En 2016 tras la rescisión del Gobierno del contrato de Fútbol para Todos, la Asociación del Fútbol Argentino acordó junto con Telecentro, Cablevisión y DirecTV que pondrán los partidos en sus grillas para los abonados a la televisión codificada.
En noviembre de 2017, lanza la fibra óptica de 1000mbps.

## Controversias

### Incumplimiento de la ley de medios audiovisuales
La empresa de Alberto Pierri, en su división Telecentro UHF cuenta con el 28% del espectro destinado a la televisión digital terrestre (un servicio de 72 canales) en la zona de Gran Buenos Aires. A ello se le suma la señal abierta de Canal 26, con lo que en total utiliza 14 de las 49 frecuencias disponibles para la TDT.
Telecentro opera con una sola licencia en 37 distritos del conurbano y la Capital Federal gracias a la figura de "extensión de licencia", ya que la ley de medios permite la extensión de una licencia siempre que el área a la que se expande el servicio tenga menor población que la original. Telecentro tiene base en La Matanza, el área más poblada del Área Metropolitana de Buenos Aires, y por eso puede expandirse a cualquier otro partido del conurbano con excepción de Capital Federal, para la cual debería obtener una licencia nueva.
En términos de la Ley de Medios, Telecentro se encuentra al margen del inciso 2 del artículo 45, que impide tener dos servicios de TV por suscripción (en este caso, uno por cable y otro inalámbrico codificado) en la misma zona geográfica. Si esa disposición se cumpliera, la empresa debería elegir entre el cable y el servicio inalámbrico y si eligiera el cable (que le permite dar triple play) debería devolver todas las frecuencias que utiliza en TDT. El permiso originario de Telecentro, que le permitía operar en TV paga inalámbrica, data de 1990; en 1992 obtuvo autorización para dar cable -permiso prorrogado en 2005-. 
En abril de 2008 la empresa de Alberto Pierri lanzó el primer servicio de triple play (televisión paga, Internet y telefonía fija por la misma red, con factura única) para el Área Metropolitana de Buenos Aires. En general, debido a los límites impuestos por la ley de medios audiovisuales, los cableoperadores no pueden dar servicio en más de 24 localidades, lo que limita su escala para poder competir con las telefónicas. Tecnológicamente es posible, pero regulatoriamente no.

### Conflicto con el sitio web Cuevana
El 2 de diciembre de 2011, Telecentro S.A. procedió a tomar acciones para bloquear el ingreso de sus clientes a un sitio de internet dedicado a la difusión gratuita de contenidos televisivos (Cuevana). Sin embargo, luego decidió dar marcha atrás con la medida. Cabe aclarar que según la legislación argentina no existe ninguna medida legal que permita bloquear el sitio por completo.

### Récord nacional de reclamos frente a Defensa del Consumidor
Desde 2018 hasta la actualidad Telecentro es la empresa con más quejas de los usuarios en el rubro Telecomunicaciones [cita requerida]. Ocupa el primer puesto en el ranking de quejas de Defensa del Consumidor, duplicando a la segunda (Telecom). Los clientes se quejan en forma masiva a través de las redes sociales por la mala calidad del servicio y la pésima atención brindada. También presenta numerosas denuncias por incumplir con la Ley de Defensa del Consumidor debido a la actitud evasiva ante el pedido de baja del servicio. Otro de los temas que genera mayor malestar es la actitud evasiva ante el pedido de baja. Pocas veces atienden el teléfono y cuando lo hacen derivan el llamado al -área de fidelización- que busca evitar la cancelación del contrato. En otros casos los empleados sugieren pedir la interrupción del servicio desde la “Sucursal Virtual” tras lo cual realizan un nuevo llamado que busca disuadir al cliente de su decisión y  en caso de haber sido realizado la segunda quincena del mes, lo rechazan bajo el argumento de que debe pedirse del 1 al 15. Las políticas de baja de la empresa infringen la normativa vigente desde 2016 (Ley 24.240 de Defensa del Consumidor, dentro del Capítulo III “Condiciones de la Oferta y Venta”) que prohíbe además el cobro de preaviso o mes adelantado que suelen solicitar.
En junio del 2020, la empresa Telecentro fue imputada por La Subsecretaría de Acciones para la Defensa de las y los Consumidores (Ssadc) por incumplimiento del servicio, faltas administrativas y demoras en la entrega de productos.

## Servicios
La empresa ofrece estos servicios: Un servicio de TV Digital con 122 señales disponibles con tecnología en definición estándar (SD); 78 señales disponibles con tecnología de alta definición (HD) y 2 señales disponibles con tecnología 4K (Ultra HD). Y un servicio TDT codificado de 9 canales UHF con un total de 58 señales, transmitiendo desde San Justo, Pcia. de Bs. As., mediante la norma europea DVB-T. La programación comprende canales de películas, series, deportes, información general, música, internacionales y programación infantil.
Como proveedor de Internet, Telecentro ofrece conexión por sistema de cable módem. Desde fines del año 2017 es el primer ISP que empezó a ofrecer el servicio de 1000Mbps (de bajada) residencial, aunque sujeto a disponibilidad técnica. 
Anteriormente desde diciembre de 2015 es también el primer ISP en ofrecer el servicio de 300Mbps (de bajada) residencial, aunque sujeto a disponibilidad técnica. Anteriormente desde marzo de 2013 empezó siendo el primer ISP en ofrecer el servicio de 100Mbps (de bajada) residencial, aunque también sujeto a disponibilidad técnica. También, ofrece planes de 1000, 500, 300, 150, y 60 mbps. Los planes que quedaron discontinuos son los de 100, 75, 30, 25, 20 y 10 mbps.
Telecentro brinda también servicios de telefonía fija para hogares y atiende sector corporativo.

## Tecnología
La red de fibra óptica de Telecentro está conformada por una arquitectura de hubs. Cada hub brinda servicios a un área geográfica determinada, teniendo conectividad redundante entre los hubs por un doble anillado de fibra óptica. Actualmente cuenta con dos núcleos replicados para brindar redundancia geográfica.
A nivel de núcleo, Telecentro brinda servicios de Internet y Telefonía. Ambos sitios de Core están conectados por dos vías disjuntas. Sobre esta arquitectura se monta el Backbone IP/MPLS. El núcleo bipartito cuenta con su propio sistema de provisión de energía eléctrica basado en un banco de baterías y grupo generador.
Los concentradores están divididos en nodos. Cada nodo abastece un barrio o grupo de barrios (un grupo de manzanas) a las que se llega con fibra óptica. La energía eléctrica se resguarda mediante UPS y grupo electrógeno. Basados en esta estructura, Telecentro ofrece velocidades símétricas (Docsis) hasta 15Mbps y velocidades asimétricas hasta 1Gbps.

## Decodificadores

### Etapa digital (2007-presente)
En lo que respecta al servicio residencial, el cliente recibe decodificadores "set top box" de marca Cisco y Sagemcom para el servicio de CATV digital HD y 4K, y cablemódems con norma DOCSIS 3.1, también del fabricante Sagemcom, para el servicio de banda ancha. También trabajó con los fabricantes Cisco, Motorola y Arris en el pasado.

## Canales propios

### Canales actuales
- Canal 26: canal de noticias, lanzado el 1 de abril de 1996. Emite por televisión abierta en la TDA.
- Telemax: canal de variedades, lanzado el 1 de junio de 2006. Emite por televisión abierta en la TDA.
- MusicTop: señal de música que emite videoclips con la mejor selección de rock, pop, música electrónica y ritmos latinos. El canal había sido descontinuado en 2002 pero volvió al aire el 1 de noviembre de 2016 a la 1:00 a.m. aproximadamente. Se puede ver en los canales 11 y 1000 (HD) y Canal 1265 (HD) de DirecTV Latam Sur.
- Tierra Mía TV: señal de música folclórica de Argentina. Ingresó el 22 de septiembre de 2018, se puede ver en los canales 9 y 1006 (HD) y Canal 1266 (HD) de DirecTV Latam Sur.
- Latina: señal de televisión, con el audio de la radio del conglomerado. Entró al aire el 1 de marzo de 2002 como «La ciento uno», y para 2021 cuenta con repetidoras en las 23 provincias. Se puede escuchar a través de la frecuencia 101.1Mhz FM y en DirecTV Argentina, canal 981. Desde noviembre de 2021, se puede escuchar nuevamente en Telecentro, en el canal 5, 1007 y 4002.
- Telecentro Preview: Canal informativo en el cual se publicitan los contenidos de Telecentro Play. Se puede ver en el Canal 10 y 1065.

### Canales descontinuados
- Security Channel: canal de seguridad en el que se podía ver a través de cámaras en el hogar del cliente, que se instalan opcionalmente. Utilizaba el canal 5. Actualmente, la empresa ya no presta más el servicio de provisión e instalación del circuito cerrado de seguridad. Solo lo visualizan las instalaciones realizadas cuando el servicio estaba vigente, y solo en el servicio de CATV analógico. También se acusa a la empresa de no reparar las fallas en dicho servicio, luego de haberlo descontinuado.
- K24: señal de deportes y programas de variedades. Descontinuada en 2008, vendida a Producciones del Oeste y transformada en señal en línea de televisión por banda ancha. En la actualidad es una emisora de AM en la Ciudad de Buenos Aires.
- Movie House: señal de cine PPV (pay per view) cuyo eslogan era "el cine en tu casa". Constaba de cuatro canales analógicos codificados que emitían una película en continuado, en diferentes horarios. Para verla el abonado debía contar con un decodificador especial y, mediante un llamado al número de atención al cliente, el canal se habilitaba por 24 horas. Un sistema similar fue utilizado cuando la red de cable fue digitalizada, aunque no tuvo éxito. Fue descontinuado en agosto de 2010.
- Movie Top:  señal de cine que ofrecía estrenos y películas taquilleras de importantes estudios de Hollywood. Abarcaba filmes de las décadas de 1980 y 1990. Se emitió desde 1994 hasta el 2009.
- Cine del Ayer: señal de cine que emitía las mejores películas clásicas de Hollywood, abarcando títulos de los años 1950, 1960 y 1970. Fue descontinuada en 2010.
- Classic & Arts: Señal de cultura, ópera y música clásica. Fue descontinuada el 2 de julio de 2010.
- El canal del abonado: guía de programación las 24 horas, donde se listaban los horarios y nombres de los principales programas de las diferentes señales. El canal principal iba cambiando, e indicaba el programa que se estaba emitiendo en ese momento. Utilizaban un sistema provisto por la empresa ReporTV. Fue descontinuado en 2009.
- Clasicentro: canal de avisos clasificados las 24 horas, con el audio de Radio Latina 101.1. Los interesados podían publicar sus avisos llamando al centro de atención al cliente o bien en la red de locutorios que poseía Telecentro. Se ofrecían promociones para publicar diferentes tipos de anuncios como salutaciones, fúnebres, quiebras, compra y venta de automóviles, tecnología, electrodomésticos, ropa, inmuebles y mascotas, entre otros rubros. En la madrugada se emitían anuncios de oferta sexual para hombres y mujeres. El canal fue descontinuado en 2010.

## Logotipos

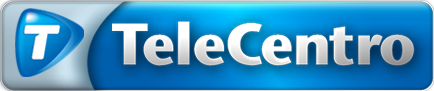
2008-2015
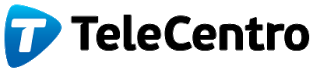
2015-2018
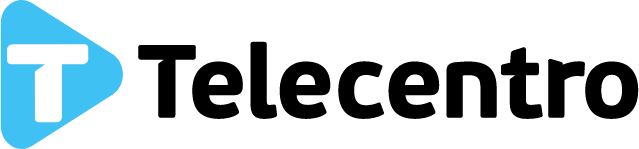
Desde 2019